# ألكان-تشورت (سيسينيجا)
ألكان-تشورت (بالروسية: Алхан-Чурт) هي مدينة في جمهورية الشيشان في روسيا.